# Dépression et des potes
Pour plus de détails, voir Fiche technique et Distribution.
Dépression et des potes est une comédie française écrite et réalisée par Arnaud Lemort, sortie en 2012.

## Synopsis
Franck et Talia passent des vacances idylliques sous les tropiques, du moins idylliques sur le papier. En effet, Franck est d'une humeur de chien, ce qui pousse Talia à écourter le séjour. De retour en France, le couple rompt juste à la sortie de l'aéroport, ce qui accentue le désespoir de Franck. Il doit se rendre à l'évidence : il souffre de dépression. Ses amis, qu'il retrouve pour l'accouchement de la femme de l'un d'eux, vont tout faire pour le soutenir, l'aider, l'entourer. Mais ils vont se rendre compte, pas à pas, au contact de la dépression de Franck, qu'eux aussi, avec leurs problèmes et leurs vies si éloignées de ce qu’ils espéraient, souffrent bel et bien de dépression, et que Franck n'est peut-être pas le plus malheureux de la bande. Entre Benoît qui doit gérer sa vie de famille et son licenciement d'une boîte de pub alors qu'il rêvait à une carrière musicale, William qui n'arrive pas à avoir d'enfant avec sa femme, et Romain qui n'arrive pas à faire accepter à sa famille de juifs opticiens une fiancée goy et aveugle, tous ont leurs problèmes, et ensemble, avec au passage quelque quatre cents coups, vont tenter de les résoudre.

## Fiche technique
source : UniFrance
- Titre original : Dépression et des potes
- Réalisation : Arnaud Lemort
- Scénario : Arnaud Lemort
- Décors : Stéphane Taillasson
- Costumes : Elise Bouquet et Reem Kuzayli
- Photographie : Eric Guichard
- Montage : Nicolas Trembasiewicz
- Musique : Marc Chouarain
- Production : Dominique Brunner (Producteur exécutif), Dominique Farrugia (Producteur délégué)
- Société de production : Farrudgia Entertainment Worlwide
- Société de distribution : Studiocanal
- Pays d'origine :  France
- Langue originale : français
- Format : couleur – Dolby SRD
- Genre : comédie
- Durée : 95 minutes
- Dates de sortie : France et Belgique : 2 mai 2012

## Distribution
- Fred Testot : Franck
- Jonathan Lambert : William
- Arié Elmaleh : Benoît
- Ary Abittan : Romain
- Laurence Arné : Laura
- Gyselle Soares : Talia
- Charlie Bruneau : Isabelle
- Anne Depétrini : Julie
- Emmanuel Reichenbach : Marc
- Ginnie Watson : Ruth
- Philippe Lelièvre : le médecin
- Jonathan Cohen : le professeur de yoga
- Chantal Neuwirth : Mme Vauthier, du service des adoptions
- Joseph Malerba : Serge
- Éric Godon et Attica Guedj : les parents de Romain
- Jaouen Gouévic : Jim
- Stella Rocha : L'amie travesti
- Grégoire Bonnet : le directeur de l'agence de publicité, patron de Benoit
- Salvatore Ingoglia, Michael Gregorio, Gauthier de la Touche, Cédric Lepers et Laurent Le Doyen : les comédiens de doublage
- Dany Boon : un brancardier
- Grégoire Ludig : un policier